# George Lucas
George Walton Lucas Jr. (Modesto, 14 de maio de 1944) é um produtor cinematográfico, filantropista, roteirista, diretor de cinema e ator estadunidense. Mundialmente famoso como criador das franquias Star Wars e Indiana Jones, Lucas está entre as pessoas mais ricas e influentes do mundo, com fortuna estimada em 5 bilhões de dólares.
Depois de se formar na Universidade do Sul da Califórnia em 1967, Lucas mudou-se para São Francisco e co-fundou a American Zoetrope com o cineasta Francis Ford Coppola. Lucas escreveu e dirigiu THX 1138 (1971), baseado em seu curta de estudante Labirinto Eletrônico: THX 1138 4EB, que foi um sucesso de crítica, mas um fracasso financeiro. Seu próximo trabalho como roteirista e diretor foi American Graffiti (1973), inspirado em sua juventude no início dos anos 1960 em Modesto, Califórnia, e produzido através da recém-fundada Lucasfilm. O filme foi bem-sucedido crítica e comercialmente e recebeu cinco indicações ao Oscar, incluindo Melhor Diretor e Melhor Filme. O filme seguinte de Lucas, a épica ópera espacial Star Wars (1977), mais tarde renomeada Star Wars: Episódio IV – Uma Nova Esperança, teve uma produção conturbada, mas foi um sucesso surpreendente, tornando-se o filme de maior bilheteria na época, ganhando seis Oscars e provocando um fenômeno cultural. Lucas produziu e co-escreveu as sequências Episódio V – O Império Contra-Ataca (1980) e Episódio VI – O Retorno de Jedi (1983). Com o diretor Steven Spielberg, ele criou, produziu e desenvolveu a história para os filmes de Indiana Jones Caçadores da Arca Perdida (1981), O Templo da Perdição (1984), A Última Cruzada (1989) e O Reino da Caveira de Cristal (2008), e atuou como produtor executivo, com um envolvimento superficial na pré e pós-produção, em The Dial of Destiny (2023). Lucas também é conhecido por sua colaboração com o compositor John Williams, que foi recomendado a ele por Spielberg, e com quem ele trabalhou para todos os filmes em ambas as franquias. Ele também produziu e escreveu uma variedade de filmes e séries de televisão através da Lucasfilm entre as décadas de 1970 e 2010.

## Biografia
George Walton Lucas Jr. nasceu em Modesto, Califórnia EUA, filho de Dorothy e George Lucas. Era um apaixonado por automóveis, mas um terrível acidente pôs fim a este desejo e mudou a sua maneira de ver a vida.
O pai de Lucas possuía uma papelaria e queria que George trabalhasse para ele quando completasse 18 anos. Lucas estava planejando ir para a escola de arte e declarou ao sair de casa que seria milionário aos 30 anos. Ele frequentou o Modesto Junior College, onde estudou antropologia, sociologia e literatura, entre outros assuntos. Ele também começou a filmar com uma câmera 8 mm, incluindo filmagens de corridas de carros. Nesse momento, Lucas e seu amigo John Plummer interessaram-se pelo Canyon Cinema: exibições de produtores de filmes subterrâneos de vanguarda de 16 mm, como Jordan Belson, Stan Brakhage e Bruce Conner. Lucas e Plummer também viram filmes europeus clássicos da época, incluindo À bout de souffle, de Jean-Luc Godard, Jules et Jim, de François Truffaut, e 8½ de Federico Fellini. "Foi quando George realmente começou a explorar", disse Plummer. Por seu interesse em corridas de autocross, Lucas conheceu o renomado cineasta Haskell Wexler, outro entusiasta da corrida. Wexler, depois de trabalhar com Lucas em várias ocasiões, ficou impressionado com o talento de Lucas. "George tinha um olho muito bom e pensava visualmente", lembrou.
Durante a década de 60, Lucas estudou cinema na Universidade da Califórnia do Sul, uma das primeiras a ter uma cadeira dedicada a essa temática, onde conheceu Francis Ford Coppola. Nessa época fez uma série de pequenos filmes, entre os quais, um curta, THX-1138, que iria se tornar mais tarde a sua primeira longa-metragem.
Após fazer a graduação, fundou o estúdio American Zoetrope, em parceria com Coppola, companhia que tinha por objetivo ajudar os realizadores a criar filmes de forma livre, fora do circuito opressivo de Hollywood. A Zoetrope não teve sucesso, mas com o dinheiro realizado com Loucuras de Verão e Guerra nas Estrelas, Lucas conseguiu montar a sua própria companhia, a Lucasfilm, a qual pôs à venda em 2012 fechando negócio com a Disney por 4 bilhões de dólares. As subdivisões desta empresa, "Skywalker Sound" e "Industrial Light & Magic" tornaram-se das mais respeitadas em seus campos, respectivamente, o de som e o de efeitos especiais. Também a "Lucasfilm Games", mais tarde rebatizada de "LucasArts", foi muito bem-vista na indústria dos jogos de computador.
Lucas foi multado pelo sindicato dos diretores de cinema por pôr os créditos dos filmes apenas no fim do filme original de Guerra nas Estrelas. Após ter pago a multa abandonou a organização.

### Vida pessoal
Em 1969, George casou-se com a editora de cinema Marcia Lou Griffin, que ganhou um Oscar por seu trabalho de edição no filme original de Guerra nas Estrelas. Eles adotaram uma filha, Amanda Lucas, em 1981 e se divorciaram em 1983. Lucas posteriormente adotou mais dois filhos como pai solteiro: a filha Katie Lucas, nascida em 1988, e o filho Jett Lucas, nascido em 1993. Seus três filhos mais velhos apareceram nas três prequelas de Guerra nas Estrelas, assim como o próprio Lucas. Após o divórcio, Lucas teve um relacionamento com a cantora Linda Ronstadt na década de 1980. Em 2006, iniciou um romance com a empresária Mellody Hobson, presidente da Ariel Investments e presidente do conselho de administração da DreamWorks Animation, em 2006. Lucas e Hobson anunciaram seu noivado em janeiro de 2013, e em 22 de junho de 2013, os dois se casaram no Rancho Skywalker de Lucas, em Marin County, Califórnia. O casal tem uma filha, Everest Hobson Lucas, nascida em 9 de Agosto de 2013, via barriga de aluguel.
George nasceu e foi criado em uma família metodista. Os temas religiosos e míticos em Guerra nas Estrelas foram inspirados pelo interesse de Lucas nos escritos do mitólogo Joseph Campbell, e ele acabou se identificando fortemente com as filosofias religiosas orientais que estudou e incorporou em seus filmes, que foram uma grande inspiração para "a Força". Lucas chegou a afirmar que sua religião é "metodista budista". Ele reside em Marin County.
Lucas é um grande colecionador do ilustrador e pintor americano Norman Rockwell. Uma coleção de 57 pinturas e desenhos de Rockwell, propriedade de Lucas e seu colega colecionador e diretor de cinema Steven Spielberg, foi exibida no Smithsonian American Art Museum de 2 de julho de 2010 a 2 de janeiro de 2011 em uma exposição intitulada Telling Stories.

## Filantropia
George prometeu dedicar metade de sua fortuna à caridade como parte de um esforço chamado The Giving Pledge, liderado por Bill Gates e Warren Buffett, para persuadir os indivíduos mais ricos da América a doar sua riqueza financeira para instituições de caridade.

### George Lucas Educational Foundation
Em 1991, a Fundação Educacional George Lucas foi fundada como uma fundação operacional sem fins lucrativos para celebrar e incentivar a inovação nas escolas. O conteúdo da Fundação está disponível sob a marca Edutopia, em um site premiado, nas mídias sociais e em documentários. Lucas, por meio de sua fundação, foi um dos principais defensores do programa E-rate no fundo de serviço universal, que foi promulgado como parte da Lei de Telecomunicações de 1996, estadunidense. Em 24 de junho de 2008, Lucas testemunhou perante o subcomitê de Telecomunicações e Internet da Câmara dos Deputados dos Estados Unidos como chefe de sua Fundação para defender uma rede educacional de banda larga sem fio gratuita.

### Produto da venda da Lucasfilm para a Disney
Em 2012, George vendeu a Lucasfilm para a Walt Disney Company por uma quantia relatada de US$ 4,05 bilhões. Foi amplamente divulgado na época que Lucas pretende doar a maior parte dos lucros da venda para instituições de caridade. Um porta-voz da Lucasfilm disse: "George Lucas expressou sua intenção, no caso de o negócio fechar, doar a maior parte da receita para seus esforços filantrópicos". Lucas também falou sobre o assunto: "Por 41 anos, a maior parte do meu tempo e dinheiro foi investida na empresa. Ao iniciar um novo capítulo em minha vida, é gratificante ter a oportunidade de dedicar mais tempo e recursos à filantropia".

### Museu Lucas de Arte Narrativa
Em junho de 2013, Lucas estava pensando em estabelecer um museu, o Lucas Cultural Arts Museum, a ser construído em Crissy Field, perto da Ponte Golden Gate, em São Francisco, que exibiria sua coleção de ilustrações e pop art, com um valor estimado superior a US$ 1 bilhão. Lucas se ofereceu para pagar o custo estimado de US$ 300 milhões na construção do museu e daria a ele US$ 400 milhões quando aberto, eventualmente adicionando US$ 400 milhões adicionais à sua doação. Depois de não conseguir chegar a um acordo com The Presidio Trust, Lucas voltou-se para Chicago. Um potencial local à beira do lago no Museum Campus, em Chicago, foi proposto em maio de 2014. Em junho de 2014, Chicago havia sido selecionada, aguardando aprovação da Comissão do Plano de Chicago, que foi concedida. O projeto do museu foi renomeado para Lucas Museum of Narrative Art. Em 24 de junho de 2016, Lucas anunciou que estava abandonando seus planos de localizar o museu em Chicago, devido a uma ação de um grupo local de preservação, Friends of the Parks, e que, em vez disso, construiria o museu na Califórnia. Em 17 de janeiro de 2017, Lucas anunciou que o museu será construído em Exposition Park, Los Angeles, Califórnia.

### Outras iniciativas

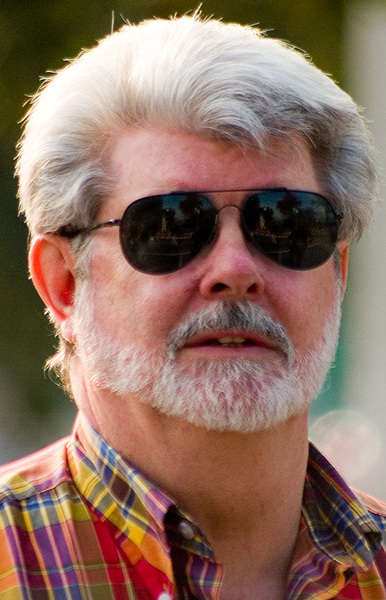
George Lucas em 2021.

Em 2005, Lucas doou US$ 1 milhão para ajudar a construir o Memorial Martin Luther King Jr. no National Mall em Washington, D.C. para comemorar o líder norte-americano de direitos civis Martin Luther King Jr.
Em 19 de setembro de 2006, a Universidade do Sull da Califórnia anunciou que Lucas havia doado US$ 175-180 milhões para sua alma mater para expandir a escola de cinema. É a maior doação individual para a USC e o maior presente para uma escola de cinema em qualquer lugar. Doações anteriores levaram ao Prédio Instrucional George Lucas já existente e ao Prédio de Pós-Produção Marcia Lucas.
Em 2013, Lucas e sua esposa Mellody Hobson doaram US$ 25 milhões para o After School Matters, sem fins lucrativos, com sede em Chicago, do qual Hobson é o presidente.
Em 15 de Abril, de 2016, foi relatado que Lucas havia doado entre US$ 501 000 e US$ 1 milhões por meio da Fundação Lucas à Fundação Obama, que está encarregada de supervisionar a construção do Obama Presidential Center Barack em South Side, Chicago.

## Filmografia selecionada
| Ano  | Título                                             | Título no Brasil                               | Título em Portugal                             | Cargos                                      |
| 1970 | THX 1138                                           | THX 1138                                       | THX 1138                                       | Diretor, Roteirista                         |
| 1973 | American Graffiti                                  | Loucuras de Verão                              | American Graffiti: Nova Geração                | Diretor, Roteirista                         |
| 1977 | Star Wars: Episode IV - A New Hope                 | Star Wars: Episódio IV - Uma Nova Esperança    | Star Wars: Episódio IV - Uma Nova Esperança    | Diretor, Roteirista                         |
| 1980 | Star Wars: Episode V - The Empire Strikes Back     | Star Wars: Episódio V - O Império Contra-Ataca | Star Wars: Episódio V - O Império Contra-Ataca | Produtor executivo, Roteirista              |
| 1981 | Raiders of the Lost Ark                            | Os Caçadores da Arca Perdida                   | Os Salteadores da Arca Perdida                 | Produtor, Roteirista                        |
| 1983 | Star Wars: Episode VI - Return of the Jedi         | Star Wars: Episódio VI - O Retorno de Jedi     | Star Wars: Episódio VI - O Regresso de Jedi    | Produtor, Roteirista                        |
| 1984 | Indiana Jones and the Temple of Doom               | Indiana Jones e o Templo da Perdição           | Indiana Jones e o Templo Perdido               | Produtor, Roteirista                        |
| 1984 | Caravan of Courage: An Ewok Adventure              | Caravana da Coragem: Aventura de Ewok          | A Caravana da Coragem: Uma Aventura Ewok       | Roteirista                                  |
| 1986 | Howard the Duck                                    | Howard, O Super Herói                          | Howard, O Super Herói                          | Produtor                                    |
| 1986 | Labyrinth                                          | Labirinto - A Magia do Tempo                   | Labirinto - A Magia do Tempo                   | Produtor                                    |
| 1987 | Willow                                             | Willow - Na Terra Da Magia                     | Willow                                         | Roteirista, produtor                        |
| 1989 | Indiana Jones and the Last Crusade                 | Indiana Jones e a Última Cruzada               | Indiana Jones e a Grande Cruzada               | Produtor executivo, Roteirista              |
| 1999 | Star Wars: Episode I - The Phantom Menace          | Star Wars: Episódio I - A Ameaça Fantasma      | Star Wars: Episódio I - A Ameaça Fantasma      | Diretor, Roteirista                         |
| 2002 | Star Wars Episode II: Attack of the Clones         | Star Wars: Episódio II - Ataque dos Clones     | Star Wars: Episódio II - Ataque dos Clones     | Diretor, Roteirista                         |
| 2005 | Star Wars: Episode III - Revenge of the Sith       | Star Wars: Episódio III - A Vingança dos Sith  | Star Wars: Episódio III - A Vingança dos Sith  | Diretor, Roteirista, Ator (Barão Papanoida) |
| 2008 | Indiana Jones and the Kingdom of the Crystal Skull | Indiana Jones e o Reino da Caveira de Cristal  | Indiana Jones e o Reino da Caveira de Cristal  | Produtor                                    |

## Homenagens
- Recebeu duas nomeações ao Oscar na categoria de Melhor Diretor e outras duas na categoria de Melhor Roteiro, pelos filmes "Loucuras de Verão" (1973) e "Star Wars: Episódio IV - Uma Nova Esperança" (1977).
- Recebeu duas nomeações ao Globo de Ouro, na categoria de Melhor Diretor, por "Loucuras de Verão" (1973) e por "Star Wars: Episódio IV - Uma Nova Esperança" (1977).[44]
- Ganhou o Leopardo de Bronze, no Festival de Locarno, por "Loucuras de Verão" (1973).
- Ganhou em 1992 o Prêmio Irving G. Thalberg por conquistas na carreira cinematográfica, da Academia de Hollywood.
- Ganhou em 2005 o Prêmio AFI honorário pelo conjunto da obra.